# Jack Chamangwana
Jack Chamangwana (1957. április 30. – Blantyre, 2018. május 6.) válogatott malawi labdarúgó, hátvéd, edző.

## Pályafutása
1986 és 1989 között a dél-afrikai Kaizer Chiefs csapatában játszott. 1975 és 1985 között 133 alkalommal szerepelt a malawi válogatottban. Részt vett az 1984-es afrikai nemzetek kupáján. 1998–99-ben a malawi válogatott szövetségi kapitánya volt. 2007-ben a tanzániai Young Africans vezetőedzőjeként tevékenykedett.